# Moraea virgata
Moraea virgata är en irisväxtart som beskrevs av Nikolaus Joseph von Jacquin. Moraea virgata ingår i släktet Moraea och familjen irisväxter. Inga underarter finns listade i Catalogue of Life.

## Bildgalleri

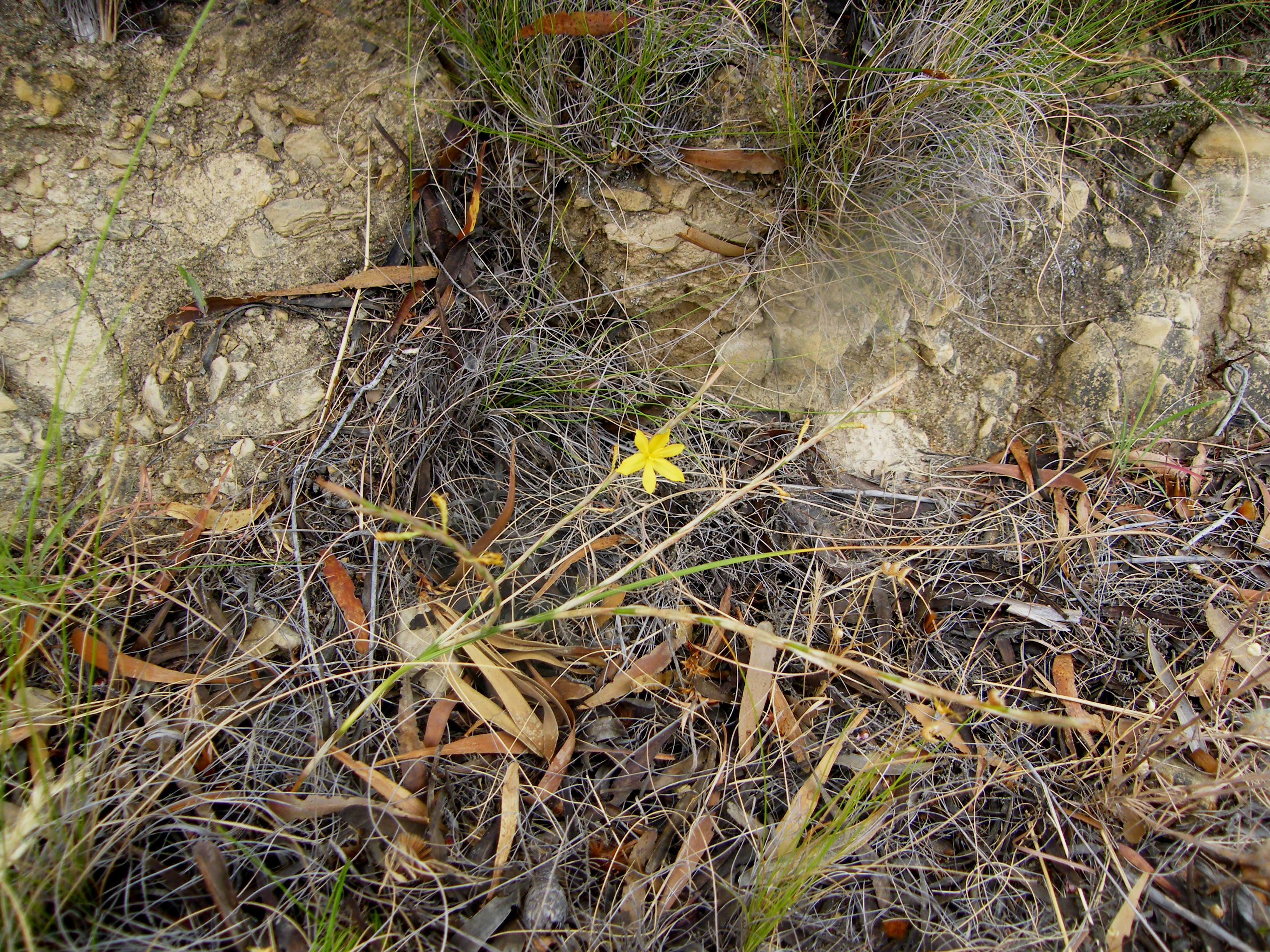
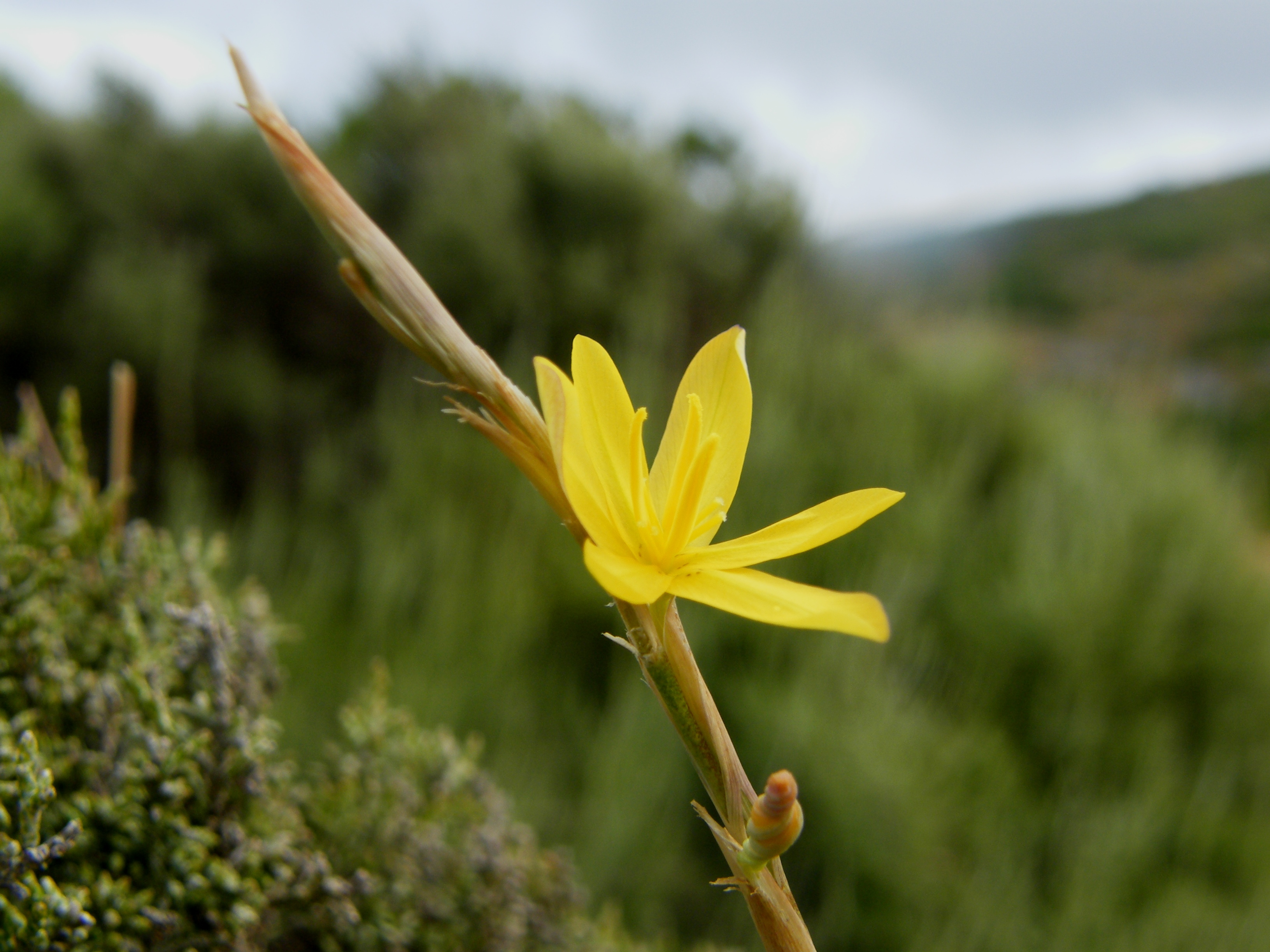
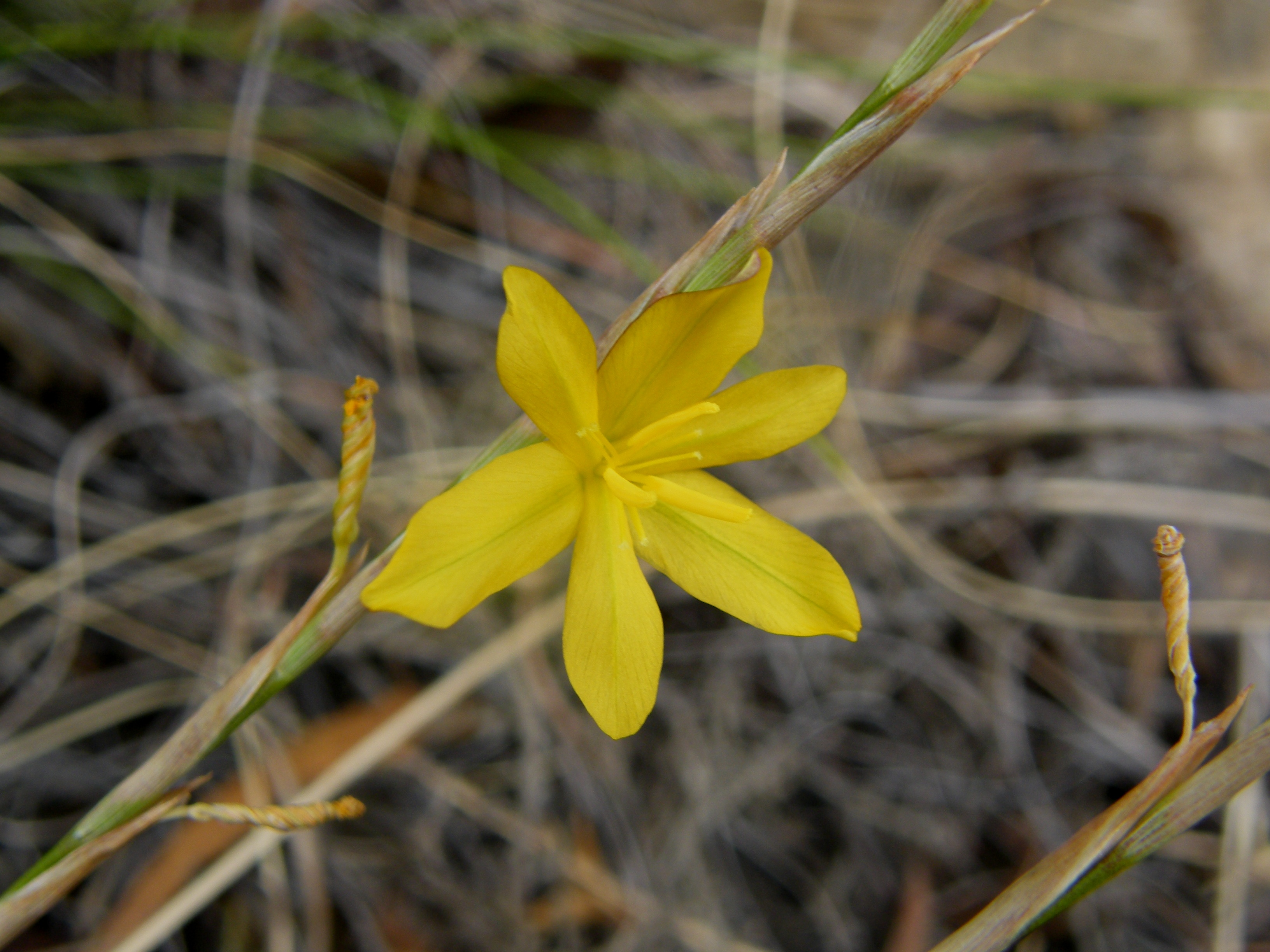